# Stethorus punctum
Stethorus punctum är en skalbaggsart som först beskrevs av Leconte 1852.  Stethorus punctum ingår i släktet Stethorus och familjen nyckelpigor.

## Underarter
Arten delas in i följande underarter:
- S. p. punctum
- S. p. picipes